# Lasso (artist)
Lasso, född 18 februari 1988 i Caracas, är en venezuelansk sångare. År 2011 släppte han sitt debutalbum Sin otro Sentido. De två första singlarna, "No pares de Bailar" och "Sin otro Sentido", släpptes med musikvideor och blev framgångsrika.

## Diskografi

### Album
- 2011 – Sin otro Sentido

### Singlar
- 2011 – "No pares de Bailar"
- 2011 – "Sin otro Sentido"